# GATA1
La protéine GATA1 appartient à la famille des facteurs de transcription de type GATA, dont le gène est GATA1, situé sur le chromosome X humain.

## Structure
Il existe sous deux formes, GATA1fl et GATA1s, ce dernier correspondant à une traduction du même gêne mais débutant à un endroit différent. Les deux formes semblent avoir la même fonctionnalité.
Il comporte un doigt de zinc.

## Rôle
Il intervient dans l'érythropoïèse : en son absence la lignée érythocytaire s'arrête a stade pro-érythroblaste. Il agirait par l'intermédiaire d'un cofacteur nucléaire.
Il régule la formation des plaquettes sanguines en contrôlant la taille des mégacaryocytes et le relargage des plaquettes.
Il interagit avec les interférons de type I.

## En médecine
Plusieurs mutation du gène GATA1 sont décrites. Certaines touchent l'expression du GATA1fl et pas celle du GATA1s et d'autres celle du GATA1s. Les premières sont retrouvées dans des cas de trisomies 21 compliquée d'une leucémie de type mégacaryoblastique (mutations acquises) ou lors d'une anémie de Blackfan-Diamond. Les secondes sont responsables d'une anémie macrocytaire avec neutropénie.